# Ettore Ferrari
Ettore Ferrari (n. 25 martie 1845, Roma – d. 19 august 1929, Roma) a fost un sculptor italian.

## Date biografice
Născut într-o familie de artiști plastici, a devenit unul din protagoniștii mișcării de renaștere artistică după actul de unificare a Italiei. Tatăl său, sculptorul Filippo Ferrari (1819-97), l-a învățat sculptura și i-a inoculat pasiunea pentru politica republicană.
În 1868 a câștigat o bursă de studii la Accademia di San Luca din Roma, pe care a absolvit-o în 1872, după care a rămas în Academie pentru o vreme îndelungată ca profesor și, în același timp, deputat în parlamentul italian.
Între 1904 și 1917, Ettore Ferrari a fost Marele Maestru al Ordinului Francmasonic Marelui Orient al Italiei (Grande Oriente d’Italia). Din 1918 până 1929, a fost Suveran Mare Comandor al Ritului Scoțian din Italia. Ca apărător consecvent al valorilor democratice, Ettore Ferrari a fost unul dintre cei mai consecvenți adversari ai fascismului mussolinian.
După ce în noiembrie 1925 Benito Mussolini a promulgat legea ce interzicea activitatea societăților secrete, Masoneria a fost, practic, scoasă în afara legii. Pentru că Ettore Ferrari nu și-a abandonat convingerile, a fost pus sub observația poliției iar atelierul său a fost devastat de mai multe ori de către fasciști. Reprimarea sa a culminat în mai 1929 cu punerea sa sub acuzare, pentru vina de a fi încercat să reorganizeze Francmasoneria. Imediat după aceea, Ettore Ferrari i-a transmis deplinele sale puteri lui Giuseppe Lenti, Locotenent Mare Comandor și luptător antifascist de anvergură, care emigrase în Franța. După numai trei luni, Ettore Ferrari a încetat din viață la Roma. A fost înmormântat în Cimitero Comunale Monumentale Campo Verano din Roma.

## Creații (selecțiuni)
- Statuia lui Ion Heliade-Rădulescu din București (1879).
- Statuia lui Ovidiu din Constanța (România, 1887) și din Sulmona (Italia, 1925), orașul de baștină al poetului.
- Monumentul lui Giordano Bruno din piața Campo de’ Fiori (Roma, 1889).
- Statuia lui Giuseppe Garibaldi din Pisa (Italia, 1892).
- Monumentul lui Dante Alighieri din Trento (Italia).
- Monumentul lui Giuseppe Mazzini din Roma (1909).
- Busturile lui Decebal și Traian din Cluj (1928) (între 1940-1995 transmutate temporar la Turda).
- Basorelieful împăratului Traian de pe statuia Lupa Capitolina din Cluj (1928).

## Istoria busturilor lui Traian și Decebal

Busturile de bronz ale lui Decebal și Traian readuse de la Turda la Muzeul Național de Istorie a Transilvaniei
(Ettore Ferrari, 1928)

În 1928 primarului Clujului, Theodor Mihali, a comandat busturile, pe care Ettore Ferrari a reușit să le termine în numai 4 luni. Aduse la Cluj, cele două busturi au fost montate în sala de consiliu a primăriei. În 1940, odată cu Dictatul de la Viena și ocuparea Transilvaniei de către Ungaria, acestea au fost duse în refugiu și amplasate în fața Muzeului de Istorie din Turda. Mulți ani, nu s-a mai știut cui îi aparțin statuile și cine a fost autorul lor. În 1995 un individ a încercat să demonteze de pe soclu bustul lui Decebal pentru a-l vinde ca metal reciclabil. Alertați, angajații muzeului din Turda au sesizat autoritățile locale, care au aflat că busturile sunt proprietatea administrației clujene. Primarul de atunci al Clujului, Gheorghe Funar, a ridicat cele două busturi de la Turda și le-a depozitat în Lapidariul medieval al Muzeului Național de Istorie a Transilvaniei din Cluj.